# Drechslera pallida
Drechslera pallida är en svampart som beskrevs av Porta-Puglia & Del Serrone 1991. Drechslera pallida ingår i släktet Drechslera och familjen Pleosporaceae.   Inga underarter finns listade i Catalogue of Life.